# Aeroporto de Amargosa
O Aeroporto de Amargosa (ICAO: SNAZ) é um aeroporto brasileiro localizado no município de Amargosa, no estado da Bahia. 
Suas coordenadas são as seguintes: 12°59'40.00"S de latitude e 39°38'26.00"W de longitude. Possui uma pista de 1.100 m de asfalto.
Não existem voos comerciais, apenas aviões particulares pousam nesse aeroporto.
A pista é bem sinalizada e com boa área de escape, mas não há possibilidade de operações noturnas.